# Saint-Aignan, Sarthe
Saint-Aignan är en kommun i departementet Sarthe i regionen Pays de la Loire i nordvästra Frankrike. Kommunen ligger i kantonen Marolles-les-Braults som tillhör arrondissementet Mamers. År 2022 hade Saint-Aignan 246 invånare.

## Befolkningsutveckling
Antalet invånare i kommunen Saint-Aignan
| Referens: INSEE |